# Bellefontaine Neighbors
Bellefontaine Neighbors est une ville du Missouri, dans le comté de Saint Louis. 